# Geoffroy Lejeune
Pour les articles homonymes, voir Lejeune.
Geoffroy Lejeune, né le 3 septembre 1988 à Avignon, est un journaliste et chroniqueur français d'extrême droite.
Entre 2016 et 2023, il est le directeur de la rédaction du magazine Valeurs actuelles, au sein duquel il impulse une ligne éditoriale polémique et fortement marquée à l'extrême droite.
Geoffroy Lejeune prend ensuite la tête de la rédaction du Journal du Dimanche en 2023, malgré une très forte opposition à son arrivée au sein des journalistes du titre.

## Biographie

### Famille et formation
Il passe une partie de son enfance à Avignon (Vaucluse), puis est élève dans un collège lié à la Fraternité sacerdotale Saint-Pie X, société de prêtres traditionalistes voire intégristes, sans statut canonique.
Il se lie d'amitié à l'âge de 15 ans avec Marion Maréchal-Le Pen.
Il étudie le droit à l'université de Marseille puis à Paris, où il obtient le diplôme de l'École supérieure de journalisme de Paris en 2011, occupant en parallèle un emploi d'attaché parlementaire de Jean-Marc Roubaud, député UMP (2002-2012) et maire de Villeneuve-lès-Avignon.[réf. nécessaire]

### Carrière professionnelle

#### Débuts
Geoffroy Lejeune intègre en 2012 la rédaction du magazine Le Point à l'âge de 24 ans, pour couvrir l'élection présidentielle, où il n'apporte que des informations sur l'extrême-droite, se montrant peu intéressé par l'enquête, selon son rédacteur en chef Fabien Roland-Lévy. C'est au cours de la même année 2012 qu'il devient un ami proche du journaliste Bruno Roger-Petit, qui est alors éditorialiste sur ITélé et deviendra en 2016 conseiller médias du président Emmanuel Macron. Geoffroy Lejeune est alors reçu chaque vendredi dans l'émission de débats de Bruno Roger-Petit. Proche du conseiller élyséen, il le devient aussi du couple Macron.

#### Chroniques TV et radio
Il est chroniqueur sur Public Sénat[Quand ?] et intervenant hebdomadaire sur Europe 1[Quand ?]. Il tient aussi une chronique politique quotidienne dans la matinale de Sud Radio[Quand ?]. Il a également fait quelques passages dans les émissions de Thierry Ardisson, Salut les Terriens, et de Laurent Ruquier, On n'est pas couché. Il intervient régulièrement à l'émission de commentaire politique d'Arlette Chabot Politiquement show sur LCI depuis l'automne 2018 aux côtés de Gérard Miller[réf. souhaitée].

#### Valeurs actuelles
En juin 2013, Geoffroy Lejeune est embauché à Valeurs actuelles comme rédacteur en chef adjoint au service politique, puis rédacteur en chef du service politique en 2015, et enfin il devient directeur de la rédaction du magazine en 2016, à seulement 27 ans, le plus jeune en France selon Yves de Kerdrel, qui l'a nommé. Il y nomme ensuite l'un de ses frères, Bastien Lejeune comme rédacteur en chef.
Après que Valeurs actuelles a publié en août 2020 une fiction représentant la députée Danièle Obono en esclave, ce qui suscite une large réprobation de la part de la classe politique, LCI écarte Geoffroy Lejeune de son antenne. Valeurs actuelles est condamné en première instance le 29 septembre 2021 à une amende de 1 500 euros et au paiement de dommages et intérêts pour complicité d'injure publique à caractère raciste. Le 17 novembre 2022, Geoffroy Lejeune est relaxé par la cour d’appel de Paris alors que le directeur de publication et un journaliste de Valeurs actuelles sont condamnés.
En juin 2023, Geoffroy Lejeune est mis à pied à la suite d'un incident avec le nouveau président de Valmonde, Jean-Louis Valentin, et de désaccords persistants avec son actionnaire principal, Iskandar Safa, opposé à la ligne éditoriale d'extrême droite de Valeurs actuelles, qualifiée de « zemmourisation » du journal de Geoffroy Lejeune,. Le magazine devient selon Les Inrocks « l’antre de la droite la plus réactionnaire qui soit, raciste, xénophobe, islamophobe, identitaire ». Selon Challenges, sous sa direction, le magazine voit son chiffre d'affaires et ses ventes baisser, les annonceurs fuir. Le licenciement de Geoffroy Lejeune est annoncé le 19 juin, il est remplacé par Tugdual Denis,.

#### Journal du dimanche
Pressenti en 2023 pour prendre la tête de l'hebdomadaire Le Journal du Dimanche (JDD) contrôlé par Vincent Bolloré,, sa possible nomination déclenche une grève de l'ensemble des journalistes du JDD, qui protestent contre cette arrivée potentielle d'un journaliste marqué à l'extrême droite dans leur rédaction,.
Le 23 juin 2023, il est officiellement nommé directeur de la rédaction du JDD, dont la rédaction poursuit la grève en raison d'un « refus d'être dirigée par un homme dont les idées sont en contradiction totale avec les valeurs du journal ». La protestation reçoit le soutien de nombreuses sociétés des journalistes, de Reporters sans Frontières et de la ministre de la Culture, Rima Abdul Malak. Arnaud Lagardère, dans un communiqué de presse, justifie cette nomination parce que Geoffroy Lejeune, aurait, par ses compétences journalistiques et sa ligne politique, permis de redresser Valeurs Actuelles, ce que démentent Le Canard enchaîné et Challenges.
Le 1er août 2023, malgré un mouvement de grève de grande ampleur au sein du JDD, Geoffroy Lejeune est officiellement nommé à la tête de la rédaction de l'hebdomadaire,. Le même jour, la grève se termine à la suite d'un accord entre la rédaction et la direction, la société des journalistes du JDD confirme dans un communiqué l’arrêt de la grève et ajoute que des « dizaines de journalistes refusent de travailler avec Geffroy Lejeune et devraient quitter le JDD ».
Sous sa direction, la ligne éditoriale du JDD vire à l'extrême droite, et, selon Mediapart, devient également pro-Kremlin, en employant notamment trois journalistes issus de RT France (chaîne de propagande financée par l’État russe et interdite en France depuis l'invasion de l'Ukraine par la Russie).

### Entourage et orientation politique
Proche d'Éric Zemmour,, il reste aussi sympathisant et ami de Marion Maréchal,, dont il est proche depuis l’adolescence et qu'il a qualifiée de « mentor », partageant ses idées politiques d'extrême droite.
Le Progrès écrit : « Il place ses convictions et ses opinions avant les faits, contrairement à toute éthique journalistique. »

## Ouvrages publiés
- Une élection ordinaire : politique fiction, Paris, Ring, 2015, 256 p. (ISBN 979-10-91447-35-5)
- Zemmour Président, de la fiction à la réalité (suivi d'Une élection ordinaire, éd. définitive), Paris, Ring, 315 p., 2021 (ISBN 978-2379341007)[38]